# Ernst Köhler (Historiker)
Ernst Köhler (* 1939 in Aachen) ist ein deutscher Historiker und Publizist.

## Leben
Köhler studierte Germanistik und Geschichte in Freiburg. Nach der Promotion 1968 (Bildungsbürgertum und nationale Politik, Gehlen 1970) arbeitete er zunächst über die Geschichte der Psychiatrie im 19. Jahrhundert. Er habilitierte sich an der Universität Konstanz mit einer Arbeit über die Geschichte der deutschen Psychiatrie (Arme und Irre, 1977) und nahm dort eine befristete Dozententätigkeit auf. Nach dem Auslaufen dieser Anstellung lebte Köhler von unterschiedlichen Tätigkeiten als Regionalhistoriker im Bodenseeraum und als Gymnasiallehrer; gleichzeitig lehrte er in Konstanz bis 2009 als Privatdozent für Neuere Geschichte.
Köhlers gegenwärtiger historischer und publizistischer Schwerpunkt ist die Geschichte der Nachfolgestaaten Jugoslawiens. Die Ergebnisse von zahlreichen Informationsreisen und einer DAAD-Gastdozentur an den beiden Universitäten von Mostar (Bosnien) veröffentlicht er in Zeitungsbeiträgen, Essays und Vorträgen. Im Südkurier schreibt er als freier Mitarbeiter eine Kolumne mit politischen Kommentaren. Gelegentlich schreibt Köhler auch Glossen, Gedichte, und Erzählungen über die Skurrilitäten in seinem Leben.
Köhler ist verheiratet und hat zwei Kinder. Er lebt in Konstanz.

## Werke
- Die bürgerliche Demokratie in Deutschland. Universitätsverlag Konstanz, 1998, ISBN 3-87940-150-0.
- Ivan Glaser, Ernst Köhler: Für das kleinere Ganze. Zu einem anderen Verständnis für das Ende Jugoslawiens. Westfälisches Dampfboot, Münster 1993, ISBN 3-924550-80-8
- Und er kommt und findet sie schlafend. Eine Erzählung. Drumlin, Weingarten 1986, ISBN 3-924027-32-3
- Die Stadt und ihre Würze. Ein Bericht aus dem Süden unseres Sozialstaates. Wagenbach, Berlin 1983, ISBN 3-8031-2097-7
- Lebenszeichen aus Tuttlingen. Notizen über eine Schule in Baden-Württemberg. Rotbuch-Verlag, Berlin 1980, ISBN 3-88022-233-9
- Arme und Irre. Die liberale Fürsorgepolitik des Bürgertums. Wagenbach, Berlin 1977, ISBN 3-8031-1079-3
- Bildungsbürgertum und nationale Politik. Studie zum politischen Denken Otto Hintzes. Verlag Gehlen, Bad Homburg 1970
- Widerstand ist immer persönlich. (Texte der 1980er Jahre aus dem 'Freibeuter' u. a., Neuauflage) Books on Demand, Norderstedt 2017, ISBN 978-3-7448-9699-3
- Aus der Nachkriegszeit: Stolberger Notizen. Selbstverlag, 2019, ISBN 978-1-79012-254-7.
- Lernen, wer wir sind: Blick nach Osten in den Westen. Selbstverlag, 2022, ISBN 979-8-4033-4047-2